# Sara (Pirineos Atlánticos)
Sara (en euskera: Sara; en francés: Sare) es una localidad y comuna francesa situada en el departamento de Pirineos Atlánticos, en la región de Nueva Aquitania, cerca del mar Cantábrico (San Juan de Luz a 14 km). Pertenece al territorio histórico vascofrancés de Labourd.

## Geografía
La comuna, titular de un premio de la asociación Les plus beaux villages de France, alberga elementos del patrimonio natural de gran interés en la región como las cuevas de Sara:
 descubiertas por el padre naturalista José Miguel de Barandiarán, exiliado allí en 1941, y el acceso al monte del Larrún. Limita al noreste con Semper, al noroeste con Ascain y Urruña y al sur con la frontera española de la Comunidad Foral de Navarra, Zugarramurdi.

## Celebridades
Sara es la localidad natal del ingeniero Alberto de Palacio y Elissague (1856-1939), diseñador del Puente de Vizcaya en Portugalete y lugar donde el sacerdote Pedro de Aguerre y Azpilicueta (Urdax, Navarra, 1556-Sare, Labort,  Francia, 1644), alias Axular, fundó la Escuela de Sara en el siglo XVII para la transcripción del euskera escrito, lo que dio origen a un importante periodo de florecimiento y difusión de la cultura vasca.
La localidad también ha inspirado a autores como Pierre Loti para sus obras Etchezar y el pueblo de Ramuntcho (1897).

## Heráldica
En campo de azur, una coraza de plata, surmontado de un casco del mismo metal, puestos entre tres flores de lis de oro, bien ordenados.

## Demografía
| Gráfica de evolución demográfica de Sare entre 1800 y 2015 |
|                                                            |

Fuentes: Ldh/EHESS/Cassini e INSEE.